# Liste des sites Ramsar en Pologne
Cet article recense les zones humides d'importance internationale de Pologne concernées par la convention de Ramsar.

## Statistiques
La convention de Ramsar est entrée en vigueur en Pologne le 22 mars 1978.
En janvier 2020, le pays compte 19 sites Ramsar, couvrant une superficie de 1 528,31 km2.

## Liste
| Site                                                          | Voïvodie              | Notes                                           | Date             | Superficie (km²) | Altitude (m)  | Identifiant Ramsar | Identifiant WDPA | Coordonnées                       | Photo |
| ------------------------------------------------------------- | --------------------- | ----------------------------------------------- | ---------------- | ---------------- | ------------- | ------------------ | ---------------- | --------------------------------- | ----- |
| Réserve naturelle du lac Łuknajno (pl)                        | Varmie-Mazurie        |                                                 | 22 novembre 1977 | 11,89            | 115 - 116     | 166                | 68140            | 53° 49′ 01″ nord, 21° 37′ 59″ est |       |
| Parc national de l'embouchure de la Warta                     | Lubusz                |                                                 | 3 janvier 1984   | 79,56            | - 116         | 282                | 68141            | 52° 35′ 53″ nord, 14° 46′ 12″ est |       |
| Réserve naturelle du lac Świdwie (pl)                         | Poméranie-Occidentale |                                                 | 3 janvier 1984   | 8,91             | 3 - 17        | 283                | 68142            | 53° 33′ 47″ nord, 14° 21′ 36″ est |       |
| Réserve naturelle du lac Karaś (pl)                           | Varmie-Mazurie        |                                                 | 3 janvier 1984   | 8,15             | 90 - 100      | 284                | 68143            | 53° 33′ 00″ nord, 19° 28′ 59″ est |       |
| Réserve naturelle du lac des Sept-Îles (pl)                   | Varmie-Mazurie        |                                                 | 3 janvier 1984   | 16,18            | 64 - 80       | 285                | 68144            | 54° 18′ 00″ nord, 21° 34′ 59″ est |       |
| Parc national de la Biebrza                                   | Podlachie             |                                                 | 24 octobre 1995  | 592,33           | 100 - 158     | 756                | 95369            | 53° 30′ 14″ nord, 22° 45′ 32″ est |       |
| Parc national de Słowiński                                    | Poméranie             |                                                 | 24 octobre 1995  | 327,44           | 0 - 115       | 757                | 95370            | 54° 42′ 50″ nord, 17° 18′ 25″ est |       |
| Réserve naturelle de étangs de Milicz (pl)                    | Basse-Silésie         |                                                 | 24 octobre 1995  | 52,9815          | 100 - 110     | 758                | 95371            | 51° 31′ 34″ nord, 17° 14′ 06″ est |       |
| Réserve naturelle du lac Drużno (pl)                          | Varmie-Mazurie        |                                                 | 29 octobre 2002  | 30,68            | 0             | 1563               | 902752           | 54° 04′ 52″ nord, 19° 27′ 47″ est |       |
| Parc national de Narew                                        | Podlachie             |                                                 | 29 octobre 2002  | 68,10            | 111 - 118     | 1564               | 902753           | 53° 03′ 18″ nord, 22° 52′ 59″ est |       |
| Parc national de Polésie                                      | Lublin                |                                                 | 29 octobre 2002  | 97,64            | 150 - 185     | 1565               | 902754           | 51° 25′ 44″ nord, 23° 11′ 17″ est |       |
| Tourbières subalpines des Krkonoše/Karkonosze                 | Basse-Silésie         | Site transfrontalier avec la République tchèque | 29 octobre 2002  | 0,40             | 1 245 - 1 430 | 1566               | 902755           | 50° 44′ 31″ nord, 15° 42′ 29″ est |       |
| Parc national de Wigry                                        | Podlachie             |                                                 | 29 octobre 2002  | 150,9545         | 130 - 183     | 1567               | 902756           | 54° 02′ 38″ nord, 23° 05′ 56″ est |       |
| Réserve naturelle des tourbières de la vallée de l'Izera (pl) | Basse-Silésie         |                                                 | 9 avril 2015     | 5,2936           | 804 - 880     | 2319               | 555626083        | 50° 51′ 04″ nord, 15° 21′ 18″ est |       |
| Étangs de Przemków (pl)                                       | Basse-Silésie, Lubusz |                                                 | 9 avril 2015     | 46,0542          | 127 - 135     | 2320               | 555626084        | 51° 34′ 26″ nord, 15° 48′ 40″ est |       |
| Embouchure de la Vistule                                      | Poméranie             |                                                 | 9 avril 2015     | 17,481           | 0 - 2         | 2321               | 555626085        | 54° 21′ 14″ nord, 18° 55′ 37″ est |       |
| Réserve naturelle Bór na Czerwonem (pl)                       | Petite-Pologne        |                                                 | 11 décembre 2017 | 1,1466           | 612 - 627     | 2339               | 555636654        | 49° 27′ 29″ nord, 20° 02′ 20″ est |       |
| Lacs glaciaires du parc national des Tatras                   | Petite-Pologne        |                                                 | 11 décembre 2017 | 5,7113           | 1 392 - 1 890 | 2340               | 555636655        | 49° 13′ 01″ nord, 19° 59′ 38″ est |       |
| Tourbières du parc national des Tatras                        | Petite-Pologne        |                                                 | 11 décembre 2017 | 7,41             | 1 050 - 1 550 | 2341               | 555636656        | 49° 13′ 44″ nord, 19° 57′ 36″ est |       |